# Euchrysops brunneus
Euchrysops brunneus är en fjärilsart som beskrevs av Bethune-Baker 1923. Euchrysops brunneus ingår i släktet Euchrysops och familjen juvelvingar. Inga underarter finns listade i Catalogue of Life.